# ادریس الضحاک
ادریس الضحاک (عربی: ادریس الضحاک؛ زادهٔ ۱۵ اوت ۱۹۳۹) یک سیاست‌مدار اهل مراکش است.